# Giorgio Almirante
Giorgio Almirante (Salsomaggiore Terme, 27 de junio de 1914 - Roma, 22 de mayo de 1988) fue un político italiano, principal exponente del Movimiento Social Italiano, partido político fascista fundado por él mismo en 1946 junto con Pino Romualdi y Augusto De Marsanich. Cuando en 1969 fue nombrado secretario del partido, intentó la reunificación de las distintas tendencias internas, y renovó la imagen del partido presentándolo como una derecha nacional, de lo cual resultó la fusión con el Partido Democrático de Unidad Monárquica (1973). Entre 1973 y 1974 le fue retirada la inmunidad parlamentaria por el Parlamento Italiano y perdió su escaño. Fue acusado de conspiración siendo finalmente absuelto. Fue elegido miembro del Parlamento Europeo en 1979 y 1984. En 1987 finalmente abandonó el cargo dentro de su agrupación política.